# نوفا ليما
نوفا ليما هي بلدية في البرازيل، ومدينة، تتبع ميناس جرايس، بلغ عدد سكانها 87٬000 نسمة، في 2010، تبلغ مساحتها 428٬449 كيلومتر مربع، رمزها البريدي هو 34000-000.

## الموقع
تشترك في الحدود مع:
- بيلو هوريزونتي
- Rio Acima [الإنجليزية]‏
- Itabirito [الإنجليزية]‏
- Raposos [الإنجليزية]‏
- صبارا
- Brumadinho [الإنجليزية]‏.

## أعلام
- لويس كارلوس فيريرا
- غلبيرتو ألفيش
- كانديدو خوسيه دي أروجو فيانا
- ليوناردو غونسالفيس سيلفا
- خوسيه بيراسيو